# Venezuela (píseň)
Venezuela je píseň, kterou napsali Pablo Herrero a José Luis Armenter.[kdy?] Svým významem se píseň vyrovná hymně, její slova se učí děti ve Venezuele už na základní škole.

## Původní slova
Llevo tu luz y tu aroma en mi piel

y el cuatro en mi corazón

llevo en mi sangre la espuma del mar

y tu Horizonte en mis ojos...
No envidio el vuelo ni el nido al turpial

soy como el viento en la mies

siento el caribe como a una mujer

soy así que voy a hacer...
Soy desierto, selva, nieve y volcán

y al andar dejo mi estela

el rumor del llano en una canción

que me desvela... 
La mujer que quiero tiene que ser

corazón, fuego y espuela

con la piel tostada como una flor

de Venezuela...
Con tu paisaje y mis sueños me iré

por esos mundos de Dios

y tus recuerdos al atardecer

me harán más corto el camino... 
Entre tus playas quedó mi niñez

tendida al viento y al sol

y esa nostalgia que sube a mi voz

sin querer se hizo canción...
De los montes quiero la inmensidad

y del río la acuarela

y de ti los hijos que sembrarán

nuevas estrellas...
Y si un día tengo que naufragar 

y el tifón rompe mis velas 

enterrad mi cuerpo cerca del mar

en Venezuela

## Český překlad
Vezmu si tvé světlo a tvojí vůni pod svou kůži

a cuatro do svého srdce, (pozn. cuatro je zde ve významu hudebního nástroje)

Do krve mi vstoupí pěna moře 

a tvůj horizont do mých očí ...
Nezávidím letu, ani hnízdu turpiala (pozn. turpial je Venezuelský národní pták)

Jsem jako vítr v obilí 

Cítím Karibik jako ženu (pozn. cítím Karibik, jako kdyby Karibik byl žena)

Jsem takový, co nadělám ... 
Jsem poušť, džungle, sníh a sopka 

a kde jsem, to nechám v mém probuzení 

pověsti plání v písni 

které mě rozplétají ... 
Žena, kterou chci, musí mít 

srdce, žár a být žádostivá 

s kůží jako květ 

Venezuely ... 
S tvojí krajinou a s mými sny půjdu 

skrze tento svět Boží 

a tvé vzpomínky v soumraku 

budou krátit mou cestu ... 
Moje dětství zůstalo v tvých plážích 

oděných ve větru a slunci 

a ta nostalgie, které stoupá do mého hlasu 

aniž bych chtěl, se stala písní ... 
Z hor chci jejich nesmírnost 

a od řeky její barvy 

a od vás děti, které zasejí 

nové hvězdy ... 
A až jednou ztroskotám 

a tajfun potrhá mé plachty 

pohřběte mé tělo v blízkosti moře 

ve Venezuele ... 